# 바이어드 랭커스터
바이어드 랭커스터(영어: Byard Lancaster, 1942년 8월 6일 ~ 2012년 8월 23일)는 미국의 재즈 색소폰 및 플루트 연주자이다.
버클리 음악 대학에서 음악을 공부하였고, 이후 뉴욕으로 이주하였다. 그는 색소폰 연주자 아키 셰프와 드럼 연주자 엘빈 존스가 소속되어 있던 즉흥 재즈 연주회에 참여했다. 그는 1965년 Sunny Murray Quintet를 녹음하였다. 1970년대에게는 맥코이 타이너, 칸 자말, 선 라와 함께 활동하기도 했다.
2012년 8월 23일 췌장암으로 사망하였다.